# William McKerlich
William McKerlich, né le 2 décembre 1936, est un rameur canadien. Il participe aux Jeux olympiques d'été de 1956 et aux Jeux olympiques d'été de 1960 dans l'épreuve du huit et remporte la médaille d'argent à chaque fois.

## Palmarès

### Jeux olympiques
- Jeux olympiques de 1956 à Melbourne,  Australie
  -  Médaille d'argent (huit).
- Jeux olympiques de 1960 à Rome,  Italie
  -  Médaille d'argent (huit).